# سارو گالنتس
سارو گالنتس (ارمنی: Սարո Գալենց؛ زادهٔ ۱۵ اکتبر ۱۹۴۶ - درگذشته ۲۶ اکتبر ۲۰۱۷) نقاش و طراح اهل ارمنستان بود.

## زندگی‌نامه
وی در ۱۵ اکتبر ۱۹۴۶ در ایروان به دنیا آمد و از آکادمی دولتی هنرهای زیبای ارمنستان فارغ‌التحصیل شد. وی برنده جوایزی همچون مدال موسس خورناتسی (۲۰۰۶) است. وی در ۲۶ اکتبر ۲۰۱۷ در سن ۷۱ سالگی درگذشت.

## نگارخانه

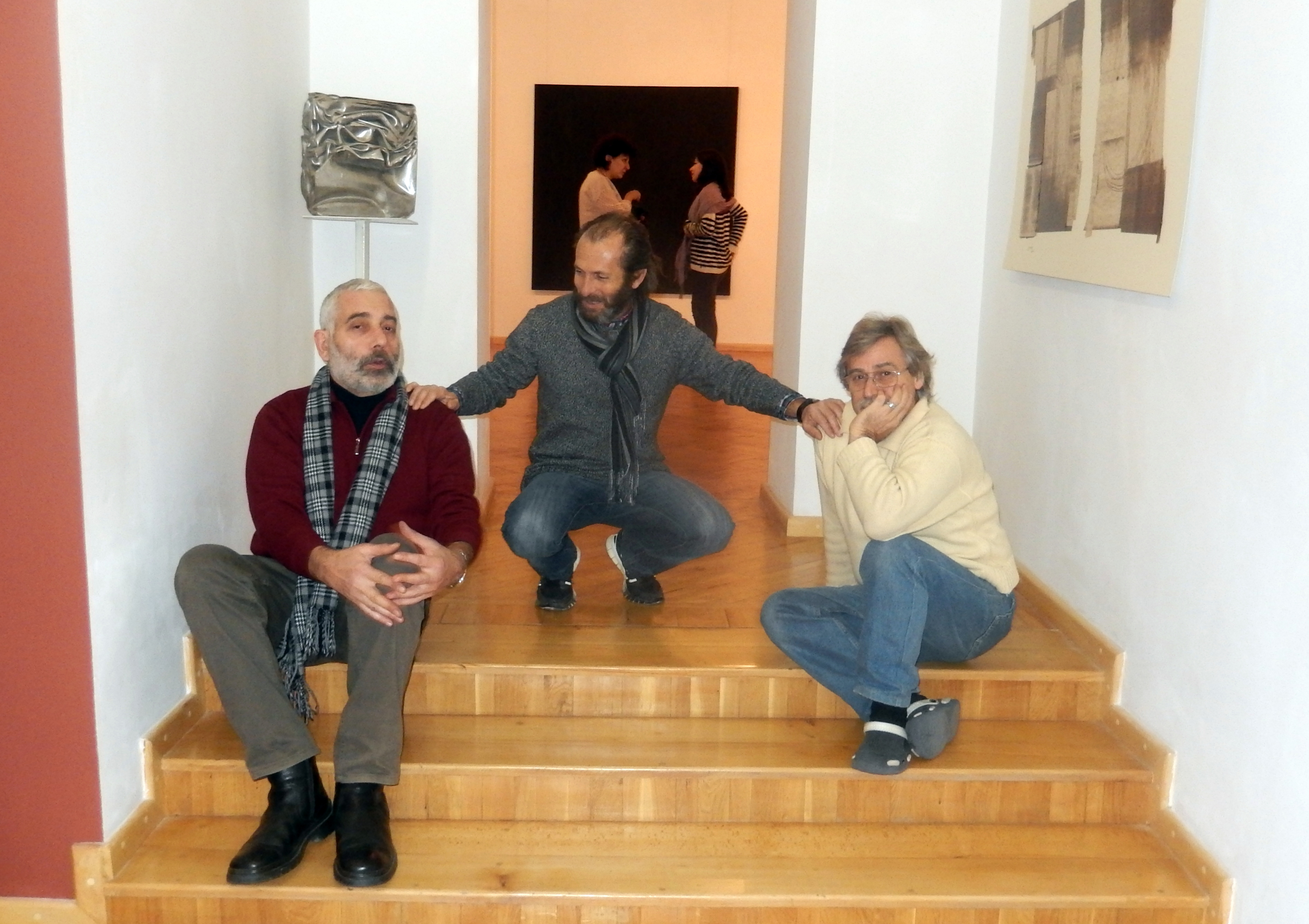